# 黃可偉
黃可偉（英語：Wong Ho Wai Tomaz，1981年7月29日—），香港作家。香港科技大學文學碩士、哲學碩士，作品散見《明報》、《字花》、《香港文學》、《迴響》、《幼獅文藝》等。已出版小說集《田園誌》、《逝者紀事》，小說散文合集《偽雙城繪圖誌》，以及粵文兒童圖文讀本《揸巴士嘅彩虹恐龍》，作品多以香港本土題材為主，因此自稱「香港土著」。

## 生平經歷
於2000年初，中七高級程度會考前夕，創作第一篇文學作品短篇小說〈冬生‧慎言〉，並獲香港藝術發展局之「中學生創作獎勵計劃（1999 – 2000）」短篇小說高級組冠軍，是第一個所獲文學獎。
2000年9月進入香港中文大學就讀，在第一年入讀歷史系，至第二年轉讀中國語言及文學系，並副修歷史，最後於2003年獲文學士學位。大學本科期間曾擔任第廿九屆青年文學獎幹事，聯合書院歷史系系會幹事，及中大同志文化小組幹事。2005年9月入讀香港科技大學人文學部，並於2007年獲文學碩士學位。同年9月開始於同系修讀哲學碩士，至2012年獲哲學碩士學位。
2010年開始獲取多個香港、臺灣、中國及海外之文學獎。他在2016年出版第一本作品中篇小說《田園誌》。在2021年3月10日，他擔任香港電台社區參與廣播服務節目《香港文學十三邀2之新生代小說作家》之嘉賓，於電台中介紹自己的創作歷程。在2021年12月，他的第三本作品散文小說合集《偽雙城繪圖誌》入圍臺灣第三十四屆梁實秋文學大師獎長名單。

黃可偉說過自己習慣每天游泳，認為游泳亦是一種禪修，讓他觀照「無常」，他說：「即使你做的是相同事情，但你察覺到當中無時無刻都有變化，這就是無常。」每天持續游泳的習慣，也讓他更有紀律和變得更堅韌，對長期寫作的人有幫助。

## 個人作品

### 小說
| 出版日期   | 中文書名 | 外文書名          | 出版地 | 出版社                 | 版次 | ISBN               | 附註 |
| ---------- | -------- | ----------------- | ------ | ---------------------- | ---- | ------------------ | --- |
| 2016年5月  | 田園誌   | The Pastoral Note | 香港   | 練習文化實驗室有限公司 | 初版 | ISBN 9789881461933 | ／ |
| 2018年12月 | 逝者紀事 | The Dead          | 香港   | Dirty Press            | 初版 | ISBN 9789887890713 | ○ 入選2019年香港「Color My Community」和「Rolling Books」特別策劃〈九龍城區的九本書〉選書，作為介紹香港古蹟石屋家園之社區導讀作品，活動讓親子朋友透過書本、影像及親身探訪，認識一個色彩和暖的九龍城區。 ○ 2020年《逝者紀事》之獨立發行商里人文化結業，需要各界清貨 |

### 小說散文合集
| 出版日期  | 中文書名     | 外文書名                     | 出版地 | 出版社           | 版次 | ISBN               | 附註 |
| --------- | ------------ | ---------------------------- | ------ | ---------------- | ---- | ------------------ | --- |
| 2021年5月 | 偽雙城繪圖誌 | The Pseudo-mapping of Mundos | 香港   | 蜂鳥出版有限公司 | 初版 | ISBN 9789887505242 | ○ 附地方照片 ○ 入圍2021年臺灣第三十四屆梁實秋文學大師獎長名單 ○ 小說〈蝶化〉及散文〈無名道〉於2023年入選香港有聲書網站「書聲 （页面存档备份，存于）」（SyuSing）選文，並由作者親身聲演。 |

### 圖文讀本
| 出版日期 | 中文書名         | 外文書名                              | 出版地 | 出版社                   | 版次 | ISBN | 附註 |
| -------- | ---------------- | ------------------------------------- | ------ | ------------------------ | ---- | ---- | --- |
| 2020年   | 揸巴士嘅彩虹恐龍 | The Rainbow Dinosaur who Drives a Bus | 香港   | 冚唪唥粵文 HamBaangLaang | 初版 | ／   | ○ 網上版 （页面存档备份，存于） ○ 叢書分類：冚唪唥粵文讀本 HamBaangLaang Cantonese Graded Readers 小朋友等級 Child Level 4 ○ 文：黃可偉 ／ 圖：Fiona Mak |

## 獎項與榮譽
| 獲取年份 | 項目                                                                    | 作品                                                   | 文類         | 獎項                   | 頒發地點           | 頒發機構                                                                                     | 相關網址與附注 |
| 2000     | 2000                                                                    | 2000                                                   | 2000         | 2000                   | 2000               | 2000                                                                                         | 2000 |
| -------- | ----------------------------------------------------------------------- | ------------------------------------------------------ | ------------ | ---------------------- | ------------------ | -------------------------------------------------------------------------------------------- | --- |
| 2000     | 中學生創作獎勵計劃（1999 – 2000）                                       | 冬生‧慎言                                              | 短篇小說     | 短篇小說高級組冠軍     | 香港               | 香港藝術發展局                                                                               | |
| 2010     |                                                                         |                                                        |              |                        |                    |                                                                                              | |
| 2010     | 2010年度中文文學創作獎                                                  | 論也斯《三魚集》的三個懸置時空                         | 文學評論     | 第二名                 | 香港               | 香港公共圖書館                                                                               | 〈「二○一○年度中文文學創作獎」 題材嶄新多樣 佳作琳瑯〉 （页面存档备份，存于） |
| 2011     |                                                                         |                                                        |              |                        |                    |                                                                                              | |
| 2011     | 第六屆大學文學獎 （2010 – 2011）                                        | 孤零人自白                                             | 短篇小說     | 小說組嘉許獎           | 香港               | 香港浸會大學                                                                                 | |
| 2011     | 第六屆大學文學獎 （2010 – 2011）                                        | 魚缸、睡床以及其他瑣事                                 | 散文         | 散文組嘉許獎           | 香港               | 香港浸會大學                                                                                 | |
| 2011     | 第38屆青年文學獎                                                        | 蝶化                                                   | 短篇小說     | 小說高級組季軍         | 香港               | 第38屆青年文學獎協會                                                                         | 本文收入《偽雙城繪圖誌》（2021） |
| 2012     |                                                                         |                                                        |              |                        |                    |                                                                                              | |
| 2012     | 2012年度中文文學創作獎                                                  | 董橋散文中的「沉默的抵抗」與小寫文化史                 | 文學評論     | 文學評論組優異獎       | 香港               | 香港公共圖書館                                                                               | 〈「二○一二年中文文學創作獎」 題材多樣佳作琳瑯〉 （页面存档备份，存于） |
| 2012     | 第25屆梁實秋文學獎                                                      | 癦點                                                   | 散文         | 散文組評審獎           | 臺灣               | 財團法人臺北市九歌文教基金會 （页面存档备份，存于）                                          | 〈第二十五屆梁實秋文學獎 贈獎典禮 春華秋實 向大師致敬〉 （页面存档备份，存于） |
| 2012     | 第二屆全球華文文學星雲獎 （页面存档备份，存于）                         | 藏品與活物                                             | 散文         | 人間佛教散文‧創作獎    | 臺灣               | 第公益信託星雲大師教育基金 （页面存档备份，存于）                                            | 〈2012第二屆全球華文文學星雲獎揭曉〉 （页面存档备份，存于） |
| 2012     | 名作+徵文比賽 2012                                                      | 封鎖                                                   | 小小說       | 小說（學生組）冠軍     | 香港               | 東方日報 (香港)                                                                              | 〈文字過招名作+終現身〉 （页面存档备份，存于） 本文收入《偽雙城繪圖誌》（2021） |
| 2013     |                                                                         |                                                        |              |                        |                    |                                                                                              | |
| 2013     | 第七屆大學文學獎（2012 – 2013）                                         | 歿後                                                   | 短篇小說     | 小說組優異獎           | 香港               | 香港浸會大學                                                                                 | 〈第七屆大學文學獎 (2012-2013) 得獎名單〉 （页面存档备份，存于） |
| 2014     |                                                                         |                                                        |              |                        |                    |                                                                                              | |
| 2014     | 第六屆漂母杯文學獎                                                      | 疾病之愛                                               | 散文         | 散文組二等獎           | 臺灣 ／ 中國       | 臺灣《聯合文學》 中國淮安市人民政府                                                          | 〈第六屆漂母杯文學獎 得獎名單〉 （页面存档备份，存于） |
| 2014     | 第四屆全球華文文學星雲獎                                                | 池中四季                                               | 散文         | 人間佛教散文‧創作獎    | 臺灣               | 第公益信託星雲大師教育基金                                                                   | 〈第四屆獲獎名單〉 （页面存档备份，存于） |
| 2015     |                                                                         |                                                        |              |                        |                    |                                                                                              | |
| 2015     | 第41屆青年文學獎                                                        | 荒野之牛                                               | 短篇小說     | 小說高級組優異獎       | 香港               | 第41屆香港青年文學獎協會                                                                     | 本文收入《偽雙城繪圖誌》（2021） |
| 2015     | 喜菡文學網第五屆小說獎                                                  | 沈默之海                                               | 短篇小說     | 決賽入圍               | 臺灣               | 喜菡文學網                                                                                   | 〈喜菡文學網第五屆小說獎總成績公告〉 （页面存档备份，存于） 本文收入《偽雙城繪圖誌》（2021） |
| 2015     | 深港兩地短小說獎                                                        | 觀泳                                                   | 短篇小說     | 三等獎                 | 香港 ／ 中國深圳市 | 香港‧兩岸三地作家協會 中國‧深圳市南山區文學藝術界聯合會                                      | 本文收入《偽雙城繪圖誌》（2021） |
| 2015     | 第一屆西藏自由文學獎                                                    | 自由捕手                                               | 散文         | 決賽入圍               | 臺灣               | 臺灣自由圖博學會                                                                             | 〈散文組決審入圍名單〉 （页面存档备份，存于） |
| 2015     | 第八屆大學文學獎（2014 – 2015）                                         | 墳場行                                                 | 散文         | 散文組嘉許獎           | 香港               | 香港浸會大學                                                                                 | 本文收入《偽雙城繪圖誌》（2021） |
| 2015     | 《香港文學》創刊30週年徵文比賽                                          | 惜生                                                   | 散文         | 優異獎                 | 香港               | 《香港文學 (雜誌)》                                                                          | |
| 2015     | 第八屆林語堂文學獎                                                      | 護花使者                                               | 短篇小說     | 決賽入圍               | 臺灣               | 林語堂故居                                                                                   | 〈林語堂文學獎｜小說組複審會議紀錄 〉 （页面存档备份，存于） |
| 2016     |                                                                         |                                                        |              |                        |                    |                                                                                              | |
| 2016     | 第42屆青年文學獎                                                        | 破碎的身份：論紀大偉《膜》的越界書寫                   | 文學評論     | 文學評論公開組優異獎   | 香港               | 第42屆香港青年文學獎協會                                                                     | |
| 2016     | 「25年前/後的我」徵文比賽                                               | 時光逆旅                                               | 散文         | 公開組優秀獎           | 香港               | 香港文職及專業人員總會                                                                       | 〈《25年前後的我》徵文比賽結果通知〉 （页面存档备份，存于） |
| 2016     | 喜菡文學網徵文：「穿梭在黑暗與回聲之間」                                | 因以太之名穿越充實與虛空                               | 散文         | 入圍                   | 臺灣               | 喜菡文學網 《有荷文學雜誌》                                                                  | |
| 2016     | 喜菡文學網徵文：「回填」                                                | 以鐵線記憶肉身                                         | 散文         | 優勝獎                 | 臺灣               | 喜菡文學網 《有荷文學雜誌》                                                                  | 〈喜菡文學網《有荷文學雜誌》第 22 期 (2016.12 月出版 徵文主題：「回填」總成績〉 （页面存档备份，存于） |
| 2016     | 2016年中文文學創作獎                                                    | 歷史、記憶與存在──論鍾玲玲《玫瑰念珠》                 | 文學評論     | 文學評論第三名         | 香港               | 香港公共圖書館                                                                               | 〈2016年中文文學創作獎 獲獎名單〉 （页面存档备份，存于） |
| 2016     | 2016後生文學獎                                                          | 在一座小城流逝的客家因子                               | 散文         | 佳作獎                 | 臺灣臺北市         | 臺北市政府客家事務委員會                                                                     | |
| 2016     | 第二屆「中華情」全國詩歌散文聯賽                                        | 疾刀割時                                               | 散文         | 金獎                   | 中國               | 中華散文網 北京華夏博學國際文化交流中心                                                      | |
| 2016     | 「淮安大米杯」稻香千年徵文大賽                                          | 土米盟                                                 | 散文         | 三等獎                 | 中國淮安市         | 江蘇省淮安市糧食局 《糧油市場報》副刊                                                        | 本文收入《偽雙城繪圖誌》（2021） |
| 2016     | 第43屆青年文學獎                                                        | 論「港島．我愛」中西西對現代社會隔漠下的人文關懷及反省 | 文學評論     | 文學評論（公開組）季軍 | 香港               | 第43屆香港青年文學獎協會                                                                     | |
| 2017     |                                                                         |                                                        |              |                        |                    |                                                                                              | |
| 2017     | 「玉祁酒業杯」華夏散文大獎賽                                            | 酒德頌                                                 | 散文         | 三等獎                 | 中國               | 中國散文家網 北京馳訊文化傳媒 《華夏散文》雜誌社                                             | |
| 2017     | 2016桐花文學獎                                                          | 田園將蕪                                               | 短篇小說     | 佳作獎                 | 臺灣               | 中華民國客家委員會                                                                           | 〈2016桐花文學獎得獎名單 隆重揭曉〉 （页面存档备份，存于） |
| 2017     | 喜菡文學網徵文：「童年裡的碎花」                                        | 如夢之夢                                               | 散文         | 優勝獎                 | 臺灣               | 喜菡文學網 《有荷文學雜誌》                                                                  | |
| 2017     | 第二屆廣東話徵文比賽                                                    | 死水同活水                                             | 短篇小說     | 銀筆獎                 | 香港               | 港語學                                                                                       | 〈第二屆廣東話徵文比賽賽果〉 （页面存档备份，存于） 本文收入《偽雙城繪圖誌》（2021） |
| 2017     | 第四屆「關懷陪伴」短文與生命故事徵文比賽                                | 住家飯                                                 | 小小說       | 安寧短文組三獎         | 臺灣               | 財團法人高雄市張啓華文化藝術基金會 （页面存档备份，存于）                                    | |
| 2017     | 第一屆阿里山森林文學獎 （页面存档备份，存于）                           | 命運森林                                               | 散文         | 優選獎                 | 臺灣嘉義           | 中華民國林務局嘉義林區管理處 （页面存档备份，存于）                                          | 〈2017阿里山森林文學獎得獎名單〉 （页面存档备份，存于） 本文收入《偽雙城繪圖誌》（2021） |
| 2017     | 學有所思，關懷為本：香港中文大學中文寫作暨微電影劇本選拔比賽            | 植物人                                                 | 短篇小說     | 銀獎                   | 香港               | 香港中文大學語文自學中心                                                                     | 〈結果公佈〉 （页面存档备份，存于） |
| 2017     | 「善美城鄉 詩書飄香」微文學徵文比賽                                     | 大風吹                                                 | 小小說       | 優異獎                 | 中國韶關市         | 韶關曲江區圖書館 韶關五月詩社研究會                                                          | 〈“善美城鄉 詩書飄香”微文學徵文 評獎揭曉〉 （页面存档备份，存于） |
| 2017     | 2017媽祖徵文比賽                                                        | 下一站，天后                                           | 散文         | 第二名                 | 臺灣臺中市         | 臺中市政府文化局                                                                             | 〈拜媽祖-2017 媽祖徵文比賽 得獎名單〉 |
| 2017     | 首屆「椰頌」專題散文徵文大賽                                            | 離散之果                                               | 散文         | 三等獎                 | 中國海南省         | 海南省作家協會 海南省文學院                                                                  | |
| 2017     | 2016-17年度「文學中大」徵文比賽                                         | 厚積森林                                               | 散文         | 金獎                   | 香港               | 香港中文大學中國語言及文學系                                                                 | 〈2016-2017年度「文學中大」徵文比賽 得獎名單〉 （页面存档备份，存于） |
| 2017     | 第六屆臺中文學獎                                                        | 黑手黨                                                 | 短篇小說     | 第三名                 | 臺灣臺中市         | 臺中市政府文化局                                                                             | 〈第六屆臺中文學獎得獎名單〉 （页面存档备份，存于） |
| 2017     | 「寶森杯」全國閃小說徵文比賽                                            | 長毛                                                   | 小小說       | 優秀作品獎             | 中國               | 中國寓言文學研究會 四川省小小說學會                                                          | 本文英譯收入加拿大黃俊雄博士（Dr. Harry J. Huang ）編譯： A New Anthology of Chinese Short-Short Stories: Satire, Love and Marriage 《新編中國小小說選集》卷二 (ISBN 9781896848150) （页面存档备份，存于） |
| 2017     | 2017年「夢蝶杯」全國寓言‧閃小說大賽                                     | 肥力                                                   | 小小說       | 優秀獎                 | 中國               | 中國寓言文學研究會閃小說委員會                                                               | |
| 2017     | 首屆「知美文化杯」全國文學大賽                                          | 與一個無神論者談愛與死                                 | 散文         | 優秀獎                 | 中國               | 《中華風》雜誌 北京城市未來文化藝術中心                                                      | |
| 2017     | 第八屆工人文學獎                                                        | 敬惜字紙                                               | 散文         | 推薦獎                 | 香港               | 第八屆工人文學獎籌委會                                                                       | |
| 2017     | 第十屆林語堂文學獎                                                      | 慈母                                                   | 短篇小說     | 決賽入圍               | 臺灣               | 林語堂故居                                                                                   | 〈2017年林語堂文學獎｜複審會議紀錄 〉 （页面存档备份，存于） 2017林語堂文學獎作品集刊 （页面存档备份，存于）                                                                                               |
| 2017     | 「岱山杯」全國海洋文學大賽                                              | 孤島與燈塔                                             | 散文         | 三等獎                 | 中國浙江省岱山縣   | 浙江省作家協會 中國散文學會 浙江省岱山縣人民政府                                             | 〈第七屆“岱山杯”全國海洋文學大賽獲獎名單〉 （页面存档备份，存于） 本文收入《偽雙城繪圖誌》（2021） |
| 2017     | 2017後生文學獎                                                          | 光之鹽                                                 | 短篇小說     | 佳作獎                 | 臺灣臺北市         | 臺北市政府客家事務委員會                                                                     | |
| 2017     | 首屆中國徐霞客地學散文獎                                                | 異境樂園                                               | 散文         | 佳作獎                 | 中國浙江省         | 中國徐霞客研究會 中國國土資源作家協會主辦 浙江省徐霞客研究會 台州市國土資源局 天臺縣政府承辦 | |
| 2017     | 首屆「趙樹理杯」全國鄉土文學作品徵文比賽                                | 道路阻且長                                             | 短篇小說     | 一等獎                 | 中國長治市         | 長治市委宣傳部 長治市文聯主辦 長治市趙樹理文學研究會承辦                                     | |
| 2017     | 養元杯「良知在我心」全國徵文比賽                                        | 升降機                                                 | 散文         | 三等獎                 | 中國衡水市         | 衡水市文明辦 衡水日報社                                                                      | |
| 2018     |                                                                         |                                                        |              |                        |                    |                                                                                              | |
| 2018     | 第二屆全國安全小小說大賽                                                | 綠色藍圖                                               | 小小說       | 入圍獎                 | 中國沂水縣         | 沂水縣安全生產監督管理局                                                                     | |
| 2018     | 「寄哀思，傳孝道，生態文明祭祀」清明徵文                                | 買墳                                                   | 散文         | 優秀獎                 | 中國重慶市         | 重慶市民政局                                                                                 | 〈寄哀思，傳孝道，生態文明祭祀清明征文評選結果公告〉 （页面存档备份，存于） |
| 2018     | 第八屆冰心文學獎                                                        | 逝水                                                   | 散文         | 三等獎                 | 馬來西亞           | 世界福州十邑同鄉總會                                                                         | 〈第八屆冰心文學獎獲獎名單揭曉 66篇散文結集出版〉 （页面存档备份，存于） 本文收入《偽雙城繪圖誌》（2021）                                                                                                  |
| 2018     | 第七屆地科杯「珍惜資源‧愛我國土」徵文比賽                               | 餘香                                                   | 散文         | 特別獎                 | 中國山東省         | 山東省國土資源廳 共青團山東省委 山東省教育廳 山東省少工委                                    | |
| 2018     | 第十二屆香港文學節「致青春」中文徵文比賽                                | 野良犬                                                 | 散文         | 優異獎                 | 香港               | 香港公共圖書館                                                                               | 〈公開組獲獎名單〉 （页面存档备份，存于） |
| 2018     | 第二屆「中國青年作家杯」全國徵文大賽                                    | 豌豆之家                                               | 兒童故事     | 三等獎                 | 中國               | 中國青年作家學會 北京交通大學出版社 清風雜誌社 北京中影天地文化傳媒有限公司                  | 〈第二屆“中國青年作家杯”全國徵文大賽獲獎名單〉 （页面存档备份，存于） |
| 2018     | 2018年度中文文學創作獎                                                  | 沈默的抵抗──論陳智德《愔齋書話》及《地文誌》的記憶書寫 | 文學評論     | 文學評論組優異獎       | 香港               | 香港公共圖書館                                                                               | 〈獲獎名單〉 （页面存档备份，存于） |
| 2018     | 第十一屆林語堂文學獎                                                    | 披星戴月                                               | 短篇小說     | 決賽入圍               | 臺灣               | 林語堂故居                                                                                   | 2018林語堂文學獎作品集刊 （页面存档备份，存于） |
| 2018     | 第十一屆忠義文學獎                                                      | 聖光                                                   | 短篇小說     | 優作                   | 臺灣               | 社團法人中華關聖文化世界弘揚協會 社團法人中華桃園明聖經推廣學會                              | 〈第十一屆得獎名單〉 （页面存档备份，存于） |
| 2018     | 2018打狗鳳邑文學獎                                                      | 魔山                                                   | 短篇小說     | 決選入圍               | 臺灣高雄市         | 高雄市政府文化局                                                                             | 2018打狗鳳邑文學獎作品集 （页面存档备份，存于） |
| 2018     | 2018第八屆新北市文學獎                                                  | 寶貝甜心                                               | 短篇小說     | 優等                   | 臺灣新北市         | 新北市政府                                                                                   | 〈第8屆新北市文學獎得獎名單〉 （页面存档备份，存于） |
| 2018     | 2018後生文學獎                                                          | 電音家族                                               | 短篇小說     | 佳作獎                 | 臺灣臺北市         | 臺北市政府客家事務委員會                                                                     | |
| 2018     | 2018後生文學獎                                                          | 餘音的氣息                                             | 散文         | 佳作獎                 | 臺灣臺北市         | 臺北市政府客家事務委員會                                                                     | |
| 2019     |                                                                         |                                                        |              |                        |                    |                                                                                              | |
| 2019     | 賽馬會「過去識」本土文學普及教育計劃 ──「香港文學季．五味雜陳」徵文比賽 | 滾紅滾綠                                               | 短篇小說     | 優異獎                 | 香港               | 香港文學生活館                                                                               | 〈筆食人間煙火：「香港文學季．五味雜陳」徵文比賽頒獎典禮紀錄〉 （页面存档备份，存于） |
| 2019     | 喜菡文學網徵文：「時光渡口」                                            | Tête-Bêche                                             | 散文         | 決賽入選               | 臺灣               | 喜菡文學網 《有荷文學雜誌》                                                                  | 《有荷文學雜誌》第31期特別企劃徵文「時空渡口」總成績公告 （页面存档备份，存于） |
| 2019     | 第十屆漂母杯全國散文大賽                                                | 母親之道                                               | 散文         | 優秀獎                 | 中國淮安市         | 中國散文學會 江蘇省作家協會 淮安市人民政府                                                   | |
| 2019     | 喜菡文學網徵文：「網紅」                                                | 網中人                                                 | 小小說       | 決賽入選               | 臺灣               | 喜菡文學網 《有荷文學雜誌》                                                                  | |
| 2019     | 「三禮堂」全國筷樂文化有獎徵文活動                                      | 嫁得遠                                                 | 散文         | 優秀獎                 | 中國               | 中華寫作協會 《中國少年作家報》 健康瓷筷第一品牌「三禮堂」                                   | |
| 2019     | 第22屆夢花文學獎                                                        | 山中行                                                 | 短篇小說     | 優選                   | 臺灣苗栗縣         | 苗栗縣政府                                                                                   | 〈2019年苗栗縣第22屆夢花文學獎頒獎典禮暨新書發表會〉 （页面存档备份，存于） |
| 2019     | 港語學第三屆廣東話徵文比賽                                              | 生死線                                                 | 散文         | 優異獎                 | 香港               | 港語學                                                                                       | 〈港語學廣東話徵文比賽第三屆賽果〉 （页面存档备份，存于） |
| 2019     | 第二屆佳音「金傳獎」                                                    | 聖食                                                   | 散文         | 決選入圍               | 臺灣               | 佳音電臺                                                                                     | |
| 2019     | 2019麥寮海洋文化祭 「印象濁流 小品散文」競賽                            | 寄生獸                                                 | 散文         | 佳作獎                 | 臺灣雲林縣麥寮鄉   | 中華民國海洋委員會 雲林縣麥寮鄉公所                                                          | |
| 2019     | 第九屆「岱山杯」全國海洋文學獎                                          | 懸命島                                                 | 散文         | 三等獎                 | 中國浙江省岱山縣   | 浙江省作家協會 中國散文學會 浙江省岱山縣人民政府                                             | 〈第九屆“岱山杯”全國海洋文學大賽獲獎名單揭曉〉 （页面存档备份，存于） |
| 2019     | 首屆「新時代‧魅力中華」文學大獎賽                                       | 寶座                                                   | 散文         | 三等獎                 | 中國               | 《畿東文化與藝術》雜誌社 《畿東書畫報》                                                      | |
| 2019     | 「學習新思想‧續寫新篇章」主題徵文大賽                                   | 可以居                                                 | 散文         | 二等獎                 | 中國               | 國土資源部直屬機關黨委 中國國土資源報社 中國國土資源作家協會                                 | |
| 2019     | 喜菡文學網徵文：「關鍵字」                                              | 希望草之野                                             | 散文         | 佳作                   | 臺灣               | 喜菡文學網 《有荷文學雜誌》                                                                  | 〈喜菡文學網《有荷文學雜誌》第34期主題徵文「關鍵字」成績公告〉 （页面存档备份，存于） |
| 2019     | 第二屆蓮花山杯散文徵文大賽                                              | 山城畸農                                               | 散文         | 優秀獎                 | 中國深圳市         | 中共深圳市福田區委宣傳部 福田區文學藝術界聯合會                                              | 〈花香千萬里！第二屆“蓮花山杯”散文徵文大賽頒獎 〉 （页面存档备份，存于） |
| 2019     | 「本心‧童心」全國徵文比賽                                               | 蘋果的滋味                                             | 散文         | 三等獎                 | 中國衡水市         | 河北省衡水市文明辦、衡水日報社                                                               | |
| 2020     |                                                                         |                                                        |              |                        |                    |                                                                                              | |
| 2020     | 喜菡文學網徵文：「島嶼之歌」                                            | 孤兒島                                                 | 小小說       | 優勝                   | 臺灣               | 喜菡文學網 《有荷文學雜誌》                                                                  | 〈喜菡文學網有荷文學雜誌第35期主題徵文「島嶼之歌」成績公告〉 （页面存档备份，存于） |
| 2020     | 第一屆創世紀文學獎                                                      | 演字記                                                 | 散文         | 佳作獎                 | 美國               | 創世紀文字培訓書苑                                                                           | 〈第一屆「創世紀文學獎」 散文獎 得獎名單〉 （页面存档备份，存于） |
| 2020     | 第一屆羅葉文學藝術獎                                                    | 受戒照                                                 | 散文         | 第一名                 | 臺灣               | 財團法人人智學教育基金會                                                                     | 第一屆 得獎名單 （页面存档备份，存于） |
| 2020     | 2019 – 2020文學中大徵文比賽                                             | 日月                                                   | 散文         | 銅獎                   | 香港               | 香港中文大學中國語言及文學系                                                                 | 〈2019-2020年度「文學中大」徵文比賽 得獎名單〉 （页面存档备份，存于） |
| 2020     | 首屆「她故事」女性寫作計劃                                              | 兩生花                                                 | 短篇小說     | 入圍獎                 | 中國               | 《百家‧她說》 磨鐵文治 她故事工作室                                                          | |
| 2020     | 「仰韶杯」全國文學大賽                                                  | 外快小事                                               | 散文         | 三等獎                 | 中國澠池縣         | 中共澠池縣委宣傳部 河南省《科技報‧科教周刊》 澠池縣文學藝術聯合會                            | 〈“仰韶杯”全國文學大獎賽揭曉〉 （页面存档备份，存于） |
| 2020     | 2020後生文學獎                                                          | 屋                                                     | 散文         | 優選                   | 臺灣               | 臺北市政府客家事務委員會                                                                     | 〈「2020後生文學獎」決審得獎名單〉 （页面存档备份，存于） |
| 2020     | 2020年度中文文學創作獎                                                  | 荒原傢俬                                               | 短篇小說     | 優異獎                 | 香港               | 香港公共圖書館                                                                               | 〈獲獎名單〉 （页面存档备份，存于） |
| 2020     | 第三屆佳音「金傳獎」                                                    | 辛辣與酸甜                                             | 散文         | 佳作獎                 | 臺灣               | 佳音電臺                                                                                     | 〈「第三屆佳音金傳獎─祖孫傳情—代代相傳 徵文暨微電影創作比賽」得獎名單〉 （页面存档备份，存于） |
| 2020     | 中西區故事廣東話徵文計劃                                                | 靈芝                                                   | 散文         | 優異獎                 | 香港               | 港語學 中西區區議會                                                                          | |
| 2021     |                                                                         |                                                        |              |                        |                    |                                                                                              | |
| 2021     | 沙田故事廣東話徵文計劃                                                  | 流星桃花源                                             | 散文         | 冠軍                   | 香港               | 港語學 沙田區區議會                                                                          | |
| 2021     | 「我和你的深水埗回憶」徵文計劃                                          | 大南層層疊                                             | 散文         | 季軍                   | 香港               | 深水埗同行會 深水埗區議會                                                                    | |
| 2021     | 喜菡文學網徵文：「隱身」                                                | 入山                                                   | 小小說       | 入選                   | 臺灣               | 喜菡文學網 《有荷文學雜誌》                                                                  | 〈有荷文學雜誌第39 期特別企劃徵文「隱身」成績公告〉 （页面存档备份，存于） |
| 2021     | 第24屆夢花文學獎                                                        | 躲隧道的人與紫蝶的故事                                 | 短篇小說     | 優選                   | 臺灣 苗栗縣        | 苗栗縣政府                                                                                   | 〈2021年苗栗縣第24屆夢花文學獎徵選得獎名單揭曉〉 （页面存档备份，存于） |
| 2021     | 第一屆鍾肇政九龍書室文學獎                                              | 朱古力河之夢                                           | 散文         | 第三名                 | 臺灣               | 臺灣鍾肇政文學推廣協會                                                                       | 〈得獎公告〉 （页面存档备份，存于） 參選時按臺灣用語習慣改題〈巧克力河之夢〉 |
| 2021     | 2020 – 2021文學中大徵文比賽                                             | 落地松果                                               | 散文         | 銀獎                   | 香港               | 香港中文大學中國語言及文學系                                                                 | 〈2020-2021年度「文學中大」徵文比賽 得獎名單〉 （页面存档备份，存于） |
| 2021     | 喜菡文學網徵文：「重逢」                                                | 再見桃花源                                             | 散文         | 佳作                   | 臺灣               | 喜菡文學網 《有荷文學雜誌》                                                                  | 〈喜菡文學網有荷文學雜誌第42期主題徵文「重逢」成績公告〉 （页面存档备份，存于） |
| 2021     | 第48屆青年文學獎                                                        | 十日談                                                 | 短篇小說     | 小說（高級組）優異獎   | 香港               | 第48屆香港青年文學獎協會                                                                     | |
| 2021     | 第三十四屆梁實秋文學大師獎                                              | 偽雙城繪圖誌                                           | 小說散文合集 | 長名單入圍             | 臺灣               | 國立臺灣師範大學 全球華文寫作中心                                                            | 〈2021第34屆梁實秋文學大師獎長名單公布〉 （页面存档备份，存于） 〈梁實秋文學大師獎 25位大師列榜〉 （页面存档备份，存于） 〈一一○年年度散文紀事（12月28日）〉 （页面存档备份，存于）                        |
| 2022     |                                                                         |                                                        |              |                        |                    |                                                                                              | |
| 2022     | 喜菡文學網徵文：「一輩子一件事」                                        | 花的姿勢                                               | 散文         | 佳作                   | 臺灣               | 喜菡文學網 《有荷文學雜誌》                                                                  | 〈喜菡文學網有荷文學雜誌第43期主題徵文「一輩子一件事」成績公告〉 （页面存档备份，存于） |
| 2022     | 第一屆粵語兒童故事寫作比賽                                              | 食字馬嬲                                               | 兒童故事     | 冠軍                   | 香港               | 香港伍倫貢學院                                                                               | 〈第一屆粵語兒童故事寫作比賽賽果揭曉〉 （页面存档备份，存于） |
| 2022     | 2021 – 2022文學中大徵文比賽                                             | 庭中有奇樹                                             | 散文         | 銅獎                   | 香港               | 香港中文大學中國語言及文學系                                                                 | 〈2021-2022年度「文學中大」徵文比賽 得獎名單〉 （页面存档备份，存于） |
| 2022     | 喜菡文學網徵文：「戲」                                                  | 潮汐帶的鬼戲                                           | 散文         | 佳作                   | 臺灣               | 喜菡文學網 《有荷文學雜誌》                                                                  | 〈喜菡文學網有荷文學雜誌第43期主題徵文「戲」成績公告〉 （页面存档备份，存于） |
| 2022     | 第三屆羅葉文學藝術獎                                                    | 垃圾                                                   | 短篇小說     | 第二名                 | 臺灣               | 財團法人人智學教育基金會                                                                     | 《第三屆 得獎名單》 （页面存档备份，存于） |
| 2022     | 第七屆法律文學創作獎                                                    | 浮雲酒店                                               | 短篇小說     | 首獎                   | 臺灣               | 臺北律師公會                                                                                 | 〈2022年第七屆『法律文學創作獎』得獎名單〉 （页面存档备份，存于） 〈法律文學創作獎徵文活動 評審結果揭曉〉 （页面存档备份，存于）                                                                           |
| 2023     |                                                                         |                                                        |              |                        |                    |                                                                                              | |
| 2023     | 大東亞散文創作比賽                                                      | 石苔                                                   | 散文         | 首獎                   | 馬來西亞           | 《人間烟火》                                                                                 | 〈大東亞散文創作比賽得獎名單揭曉〉 （页面存档备份，存于） |
| 2023     | 喜菡文學網徵文：「戒斷」                                                | 水死的希臘哲學                                         | 散文         | 入選                   | 臺灣               | 喜菡文學網 《有荷文學雜誌》                                                                  | 〈喜菡文學網有荷文學雜誌第48期主題徵文「戒斷」成績公告〉 （页面存档备份，存于） |
| 2023     | 第25屆磺溪文學獎                                                        | 漂泊的息壤                                             | 短篇小說     | 優選獎                 | 臺灣               | 彰化縣文化局                                                                                 | 〈「越過，文學山丘」第25屆磺溪文學獎得獎名單揭曉〉 （页面存档备份，存于） |
| 2023     | 第四屆羅葉文學藝術獎                                                    | 龍鳯配                                                 | 短篇小說     | 第三名                 | 臺灣               | 財團法人人智學教育基金會                                                                     | 《第四屆 得獎名單》 （页面存档备份，存于） |
| 2024     |                                                                         |                                                        |              |                        |                    |                                                                                              | |
| 2024     | 2024竹塹文學獎                                                          | 九降風與柿的循環論證學                                 | 短篇小說     | 第三名                 | 臺灣               | 新竹市文化局                                                                                 | 〈2024竹塹文學獎童詩、現代詩及短篇小說三類得獎名單揭曉〉 （页面存档备份，存于） |
| 2024     | 第八屆法律文學創作獎                                                    | Film Noir                                              | 短篇小說     | 評審獎                 | 臺灣               | 臺北律師公會                                                                                 | 〈「第八屆法律文學創作獎」公布得獎名單〉 |
| 2024     | 2024年中文文學創作獎                                                    | 孤島太空基地                                           | 短篇小說     | 優異獎                 | 香港               | 香港公共圖書館                                                                               | 〈得獎名單〉 〈孤島太空基地〉原文 |
| 2025     |                                                                         |                                                        |              |                        |                    |                                                                                              | |
| 2025     | 第28屆夢花文學獎                                                        | 無聲的蜜                                               | 短篇小說     | 佳作                   | 臺灣 苗栗縣        | 苗栗縣政府                                                                                   | 〈2025年苗栗縣第28屆夢花文學獎徵選得獎名單揭曉〉 |

## 活動
| 年份   | 日期        | 活動                                                      | 主要嘉賓 ／參與者             | 支持機構                                            | 地點                            | 內容／附註 |
| ------ | ----------- | --------------------------------------------------------- | ----------------------------- | --------------------------------------------------- | ------------------------------- | --- |
| 2015年 | 7月26日     | 《雕刻城市》：打撈另一個香港—─多媒體作品分享會 嘉賓       | ／                            | 浪人劇場 主辦 香港文學館 協辦                       | 進念牛棚多用途空間              | 徵集計劃的優秀作品之展演，部份作者將同時出席朗讀。活動亦會邀請行為/形體藝術與音樂表演者參與，作為對話及延伸；並將邀請作家出席，現場回應作品。黃可偉朗讀作品〈樹與霧〉。 |
| 2016年 | 11月25日    | 「九龍城書節」講座：《田園誌》《如夢紀》對談 主持／對談者 | 莊元生（對談者）              | 九龍城書節 練習文化實驗室有限公司 合辦              | 香港兆基創意書院 多用途室(一樓) | 本社出版之小說集《田園誌》與散文集《如夢紀》，前者側寫香港菜園村事件中村民與知識份子的抗爭，後者寫作者追懷昔日新界北區今昔變遷，貼近近年香港本土保育氣候，本次對談會邀請兩位嘉賓討論作品內容及香港近來社會發展。對象為對保育及香港社區與自然議題有興趣之人士。                                                                                                |
| 2019年 | 3月16日     | 新蒲崗地文藝遊祭2019講座：向死而生的路上 嘉賓             | 張小鳴（主持） 梁梓敦（嘉賓） | 水煮魚文化出版 主辦 Dirty Press 協辦                | 樂善堂王仲銘中學303室           | 人生是一條單程路，路的盡頭就是死亡。在香港，生死教育似乎只重於生，對死還是帶點忌諱，《逝者紀事》作家黃可偉和資深社工梁梓敦先生將打破禁忌，探討生命的終點。 |
| 2019年 | 4月5日      | 《逝者紀事》講座：〈苦難時代中的絕望和死亡〉 對談者       | 彭捷（對談者）                | Dirty Press 主辦                                    | 佐敦 突破書廊                   | 1997年之後香港經歷不少大事，風雨飄搖，有愈來愈多人覺得人生絕望，甚至因而走上絕路。死與生乃自古以來人生大事，生有時，死有時，面對這個飄搖的苦難時代，我們怎樣看待死亡，以及怎樣安頓好自己的心身呢？《逝者紀事》作者黃可偉會由本書出發，與嘉賓阿捷跟大家暢談死亡。                                                                                              |
| 2021年 | 7月3日      | 讀書會：我是memba，也是作家 嘉賓                          | ／                            | HEvolution 主辦                                     | 賽馬會創意藝術中心              | 「我是memba(男同志)，也是作家」，與你以書會友。這個晚上，我們會選取《逝者紀事》其中一章節圍讀，交流感受。當然，我們亦會聽聽黃可偉成為自由寫作人的故事。 |
| 2021年 | 7月17日     | 「地誌記憶‧身土不二」《偽雙城繪圖誌》新書對談會 對談者    | Sabrina Yeung（對談者）       | 蜂鳥出版有限公司 一拳書館 合辦                      | 一拳書館                        | 離去抑或留下，令人惆悵，但這莫不與土地與自身的關係有關。就讓我們在這個星期六暢談土地、記憶與書寫。 |
| 2021年 | 11月6日     | 十一月讀書會：《偽雙城繪圖誌》 嘉賓主持                   | ／                            | 蜂鳥出版有限公司 閱讀時代 合辦                      | Hong Kong Book Era 閱讀時代     | 由偽雙城出發，真實世界（香港）與虛幻世界（青蛙城）的鏡象並列，究竟怎樣產生意義？真實世界與文本本身怎樣反映真實的世界？虛幻世界中，又表現了甚麼真實意義？如何看待身處的此地？記憶中的城市是否依舊美好？文學的特性就是能夠穿梭於虛實之間，同時凝視兩個世界。「只要記憶尚存，就有可能從廢墟裏重生。」 十一月作者會親身來主持讀書會，和大家討論關於這本書的一切。 |
| 2022年 | 1月8 / 22日 | 地景．人文．寫作：中學生社區文學導覽2021／22 導師         | 中學師生                      | 香港中文大學 中國語言及文學系 香港文學研究中心 主辦 | 觀塘區                          | 計劃選擇相關的文學作品，設計適合的文學景點考察路線，由富經驗的作家擔任導賞員進行實地考察。本次之考察主題為「真實與變幻」。 1月22日之實地導賞因肺炎疫情改為網上舉行。 【花絮】「地景 · 人文 · 寫作」2021／22學年 觀塘區社區讀寫導覽——黃可偉先生： （页面存档备份，存于）                                                                                       |

## 評論
| 整體評論 |
| -------- |

- 斯人：〈舉重若輕〉

“他（王德威）的論文評論幾部香港長篇小說，其中有馬家輝的《龍頭鳳尾》，還有一本是黃可偉的《田園誌》。說來慚愧，這兩部作品，我還沒看過，至於黃可偉是誰，我連聽都沒聽說過。”
- 林凱敏：〈黃可偉：死死生生，城市書寫的愛和抗爭〉

“對於創作，他直言說源自一份對他土生土長的地方香港的愛，大概因為有恩怨愛恨，才有說不清的感情和愛。” 
- 鄧正健：〈簡庶‧山水‧虛實：黃可偉的三筆〉

“投稿文獎，既是渴求對自身寫作的認可，也是一個規範性的練筆過程。黃可偉有專業文學作者的基本水平，但態度上卻一直保持（或堅持？）著一種「業餘性」（amateur）。容我挪用中國現代戲劇史中的一個概念作類比：「愛美的」（amateur）。民國時期，職業戲劇人大都沾染著商業氣息而變得腐化，演出粗製濫造，對藝術毫無堅持，於是有一批戲劇人不甘墮落，提出「愛美的戲劇」，強調藝術的業餘性質，甚至發展成一種藝術家的修身態度。當然「愛美的」有著隱性民族主義，與黃可偉的立場大概不合，然而他寫作的動力密集而強韌，不拘文奬性質也願投身試筆，正說明了他對寫作有執著，卻沒有某些略有小成的文學作者的名氣障。文奬之於黃可偉，如熱愛游泳的他之泳池 ，他有他各種寫作泳式，以配合不同條件的池水，自能暢寫其中，即使不是每次都能有所斬獲，但獵中率應該不低。”
| 田園誌（2016） |
| -------------- |

- 曾瑞明：〈知識份子能否改變自己？ ——序黃可偉《田園誌》〉

“可偉的小說，即使對香港某類知識份子作批判，也能較心平氣和地去聆聽這一群知識份子的心意。而選擇用小說這種形式，也是了解多於「揭露」。可偉這本小說，也的確是左翼知識份子需要認真參考的。”
- 譚以諾：〈《田園誌》序──張君默－周兆祥－李英豪三個圓環的交疊〉

“黃可偉一反新生代現代主義或超現實主義的書寫風格，以寫實的方法去寫這場虛構的抗爭運動。香港小說近年的「內向」與「外向」我在別處已有論及，若運用這個簡單的分類，黃可偉可算是「外向」型的作者，甚至可以說，他是「外向」型的作者中最為「外向」的一款。若論近年新一輩寫實主義風格的小說，可數李維怡和唐睿。但不論李還是唐，他們對於自身的虛構都甚有自覺，於是乎他們的小說總會出現「後設」的維度，也因此他們的「外向」中也有「內向」的成份。黃可偉的《田園誌》雖有虛構的符號如海棠國（比喻中國大陸）、青蛙城（比喻香港）等──這大概是受西西《我城》的啟發──但除此之外，就是平實的寫實主義創作，也因此我會說黃可偉是「外向」中的「外向」，而亦難免會令人以寫實之深刻仔細與否的這把尺，來量度他的作品。”
- 本社編輯部：〈王德威：《田園誌》永劫「回歸」的召喚〉

“這個作品再一次提醒到在香港這塊土地上也曾經有農村生活的。現在仍然有許多香港居民嚮往一種所謂世外桃源的可能性，儘管這種可能實現的機會是多麼卑微。從菜園村抗議事件可見，黃可偉似乎要試圖投射出另外一種對香港過去的想像以及對於未來幾乎大勢已去、蒼涼、惆悵的揮別手勢。這個作品也特別提到香港年輕一代知識分子對社會運動的參與和所面對的挫折。這個故事在大環境裏，能讓我們想到革命者的行動在香港仍然有展開的一點徵兆。另一方面，黃可偉也提醒我們，曾經的革命者到此時此地也不過看着過去明日黃花，已經變成「零餘者」。”
| 逝者紀事（2018） |
| ---------------- |

- 小西：〈死亡未解決──序黃可偉《逝者紀事》〉

“寫到後來，《逝者紀事》卻把有關個體死亡的思考延伸至我城生死之思考。香港（在《逝者紀事》中，則化身青蛙城）過去廿年的衰敗，可謂路人皆見。天地間的生命固然有死，但一個城市呢？[……]青蛙城真的會變成北歐嗎？作者對此沒有答案。這樣說來，《逝者紀事》其實是《田園誌》的延續，黃可偉也嘗試透過更具宇宙性的、有關死亡本體的思考探索一座城市的生老病死。”
- 曾瑞明：〈民不畏死 — 序黃可偉《逝者紀事》〉

“可偉這本小說，正是從死亡的探索找到一個我們能安身立命（不是升官發財之道）的道理。生有生的法則，死也有死的道理。可偉這本小說觸及了我們香港人今天不想觸及的部位，就是安定繁榮也可能有煙消雲散的一天。”
- 鄧正健：〈思考死亡，而且要「經常」思考──讀黃可偉《逝者紀事》〉

“黃可偉刻意把一個現實的香港分裂成一個更美好一個更敗壞的兩個平行宇宙，他把敗壞一個寫進「青蛙城」，反將美好寄托於「香港」。如果殖民時代的「我城」書寫傳統是香港小說家對妾身未明的「未來」作出種種寓言式想像，黃可偉在《逝者紀事》裡寫的平行宇宙，則更像是描寫垂死的城市現實，他顯然不怎麼在意虛構性，甚至樂意將小說跟現實綁定，因為「青蛙城」的垂死就是香港的現實，自焚、屠殺不是想像情節，而只是「應有」但「未曾發生」的現實。”

- 王德威：〈後人類想像與當代文學：微物，即物，與極物〉

“當代小說也不乏作品叩問，人死之後可能發生甚麼？余華的《第七天》(2013)告訴我們，人死後並不一了百了。喪葬機制未臻完善，許多幽靈和亡魂在身後第七天仍在尋尋覓覓，尋找生和死的秘密。香港作家黃可偉的《逝者紀事》(2018)，設定自己為死後的一個敘述者，逆轉不知生，焉知死的邏輯。這兩部作品不約而同地在想像死亡到底是甚麼，人面對死亡，生前、死後所能做的交代以及極限在哪裏。”

| 《偽雙城繪圖誌》（2021） |
| ------------------------ |

- 羅毓嘉：〈當我們心繫革命不過思念腳下的土地〉

“《偽雙城繪圖誌》穿入香港歷史之巷弄，逡巡離島與甚至海底，水文，地文，乃至人文。留下不僅只是個人的記憶，與青蛙城——那倒影中的虛構香港——的相互對照，一座存在又不存在的城邦之史與偽史，誌與偽誌，看起來卻更似我所立足的台灣。近年來對於政治制度的不滿足，對於公共治理的抵抗與反駁，最終，無論在香港或者台灣，都新生出對於在地文史的聚焦，並在更深入的地方耕耘之中誕生了對島嶼地方的全新認同。” 
- 楊彩杰（Sabrina Yeung）：〈黃可偉的香港「鄉土書寫」──序《偽雙城繪圖誌》〉

“《偽雙城繪圖誌》重新發現香港的鄉土經驗，以人物的懷舊帶出鄉土的人文意義，而在鄉土之上所衍生的記憶，既保存了香港的消逝之物，也彰顯了過去的美好價值。同時，這些記憶也是作為抵抗越發高壓的政治局勢之手段。人物的懷舊讓我們知道，香港曾經有過這樣美好的事物，曾經有過這樣美好的價值，而在上面的人曾經有過這樣的生活。就這樣，鄉土經驗進入了香港的本土論述之中，它讓讀者可以順著來路知道自己的身世，同時讓讀者明白守候家園時要堅守的是甚麼，要面對的抗爭對象又是甚麼。”
- 鄧正健：〈簡庶‧山水‧虛實：黃可偉的三筆〉

“本書書名中以「偽」字起題，主要不是指文學上的虛構，而是指「另一可能的想像」。書末收錄了黃可偉一篇托名而寫的「撰寫背景」，一方面接續了其前作《逝者紀事》的某些故事，也姿態鮮明地回應了當下香港的抗爭現實。一瞬間，全書陰影疊疊的城市影像又被串連起來，個人經驗、記憶和日常生活也從來沒有擺脫大政治現實的陰霾。只是，在最壞的時代裏，文學之用，不是無意識的療癒，而是在恰當的虛實交錯中，堅持著一種守勢的希望感。” 
- 陳曦靜：〈漫步「偽雙城」〉

《偽雙城繪圖誌》全書分為五輯，第一輯由四篇散文組成，如同輯名「製圖指南」所示，四篇文章可視為概括全書主題的指引[。……]全書共五輯，第一輯為指南，後面四輯分別為「水文之部」、「山林之部」、「城巷之部」以及「方外之部」，作者結合了記憶、經歷、史料、傳聞等，用文字構築了這幅獨特的地圖。書中尚有很多篇章，無法在此一一列舉；寫作特色也很豐富，讀者可從不同角度例如文章的寓言性、口語化的文字等進行研究，相信又有另一番樂趣。”
- 丘庭傑：〈「可畏的想像力」：思想．小說．世界——王德威專訪〉

王德威：“你我生活在當代的此刻當下，難道這麼多的人，就沒有一個方式把一個不同的故事繼續講下去嗎？回到鄂蘭最基本的定義，所謂的「講故事」就是在一個公共的領域裏面，人與人互相溝通、有意義的敘述行為。講故事不是講過去的故事、現在的故事，也是在講未來的故事。所以你問到香港的文學前景，理論上，香港還有很多故事可講。[......]黃可偉的《偽雙城繪圖誌》寫青蛙城前世今生，藏有淡淡的憂鬱。這些作家都還在努力地講故事。用鄂蘭的話來總結，當一個社會有講故事的能量和意願的時候，這是一個公民社會；只有一種故事可講的話，那就不是公民社會了。我樂意去相信，香港新故事不只有一種講法，我們目前尚有很多講故事的辦法，而其中最值得講的是「可畏」的故事。” 
- 葛亮：〈地方、地圖、鄉土：香港當代小說的空間建構〉

青年作家黃可偉在晚近之作《偽雙城繪圖誌》中，則堅定地表達了對香港「鄉土」概念的重認與擴展。這部小說分為「水文之部」「山林之部」「城巷之部」，除第三部分與舒巷城、海辛等前輩著眼市井的「鄉土」書寫相呼應外，前兩者關於水上人與新界鄉村的風貌書寫，則隱然呈現出對中國現代文學譜系中鄉土文學脈絡的傳承。其中一章《土米盟》寫新界元朗絲苗米的種植歷史，亦清晰借香港農業史點出事實：「外地人都覺得香港是金融中心、國際大都會，他們一定想不到香港有七成是鄉郊土地。」這部作品另一值得重視之處在於，其建構了粵語方言為主的完整小說書寫體系，且在行文中凸顯了本土化甚至鄉土化的表達形式：
多數都唔知咩叫漁村，更何況而家青蛙城變咗世界金融中心，大家炒股就叻，同佢地講漁村生活根本就嘥氣，你同佢地講，人哋仲嫌你煩嫌你老土，佢都唔知而家仲學埋咩叫蛙城四大漁村有咩嘢用。唔同舊時，水生仲細讀小學嗰時，全個青蛙城嘅小學生都知道大母、蛙城仔、金魚門、大篩灣系四大漁村，嗰時青蛙城仍然有唔少人出海捉魚，不過都系舊時嘅事，而家已經過咗四十幾年，咩都唔同曬。
哈娜‧內舍（Hana Wirth-Nesher）曾在《城市符碼》中提出城市空間「再現」（re-present）理論，並將文本中再現的「城市景觀」（cityscape）分為四個維度，分別是自然環境、建築物、人物和語言（the verbal）。相對於前三者，語言與城市文化／文學生態間的耦合，往往未引起足夠重視。考察香港現當代文學發展進程，雖則出現如「粵港派」「三及第」等創作群體和文學形式，將粵語作為書寫元素納入文學寫作，但因受到內地現代文學及南來作家「僑寓文學」的深刻影響，香港作家往往選擇以標準現代漢語作為主流書寫語言。職是之故，一旦涉及鄉土／本土題材，便隱然體現內涵與外延的反差。《偽雙城繪圖誌》承繼黃碧雲、董啟章等作家的努力，以粵語鄉俚造就文本，足見其筆耕復歸「鄉土」的用心。難能可貴的是，其以語言建設空間，以隱喻重認「地景」，較之同類前作，亦現其格局。「萬物不居，宇宙房子會變，身體房子會變，當然香港這間地圖上的房子也會隨著時間流動。」

## 外部連結
個人訪問
- 余綽然：〈性本愛丘山．「敲」進快樂門──專訪作家黃可偉〉 （页面存档备份，存于）（香港. 香港浸會大學國際學院.《覔Invisible》 [2017-01]）
- 林凱敏：〈黃可偉：死死生生，城市書寫的愛和抗爭〉 （页面存档备份，存于）（香港. 《明報‧星期日文學》 [2019-4-28]）
- 2019-20年度「文學中大」徵文比賽 得獎訪問影片（三）：黃可偉〈日月〉 （页面存档备份，存于） （香港. 香港中文大學 中國語言及文學系 [2021 - 2]）
- 《香港文學十三邀2之新生代小說作家》第10集：黃可偉——知識份子的淑世關懷 （页面存档备份，存于） （香港. 香港電台 [2021-3-10] ）
- 香港文學研究中心：【花絮】「地景 · 人文 · 寫作」2021／22學年 觀塘區社區讀寫導覽——黃可偉先生： （页面存档备份，存于） （香港.  香港中文大學 中國語言及文學系 香港文學研究中心「地景 · 人文 · 寫作」 [2022-6-21] ）

作品選讀
- 小說〈蝶化〉及散文〈無名道〉作者聲演：書聲（SyuSing） （页面存档备份，存于）